# Lemon & Te Aroha
Lemon & Te Aroha o L&T es una gaseosa con sabor a limón procedente de Nueva Zelanda. Se elabora con agua carbonatada natural del géiser Mokena en Te Aroha. Lemon & Te Aroha salió por primera vez en 1888, se suspendió en la década de 1970 y comenzó la producción nuevamente en 2022. 
Te Aroha se encuentra en Waikato, que es la misma región de donde se originó la bebida con el nombre similar, Lemon & Paeroa (L&P).

## Historia
Lemon & Te Aroha salió por primera vez en 1888, 19 años antes de la bebida Lemon & Paeroa, de nombre similar pero sin relación. Miles de personas visitaban el manantial de Te Aroha por su agua, que en aquella época se creía que tenía propiedades curativas. La gente afirmaba que el agua podía curar enfermedades del estómago, los intestinos, los trastornos de la vejiga, los problemas nasales y la gota. La bebida ha tenido varios nombres, incluido Te Aroha Steam Mineral Water, Te Aroha Natural Mineral Water y Te Aroha Soda & Mineral Water. Finalmente, el nombre Te Aroha y Lemon se quedó. Después de que Lemon & Te Aroha se transfiriera entre varios propietarios, finalmente pasó a ser propiedad de Menzies & Co.. En 1972 Lemon & Te Aroha fue comprada por Oasis Industries, quien también compró Lemon & Paeroa. Oasis Industries detuvo la producción poco después y asignó más recursos a Lemon & Paeroa. Las razones del cierre incluyeron la competencia de Lemon & Paeroa y Coca-Cola, y cuestiones relacionadas con la cantidad de agua de manantial recolectada.

### Regreso
En 2022, la bebida volvió a estar a la venta, 50 años después de que finalizara su producción. Esta versión tenía nuevo empaque y marca. El resurgimiento requirió cuatro años de planificación y preparación y fue dirigido por Richard Revell. Esto fue después de que creara la bebida láctea carbonatada, mo2, en 2010. Se le preguntó a Revell si quería comprar el terreno del manantial. Recordó haber bebido Lemon & Te Aroha cuando era niño, así que decidió recrearlo.
Lemon & Te Aroha se elabora de forma natural. El agua de manantial es naturalmente gaseosa y los minerales de la bebida también provienen del manantial. El hierro y el manganeso se filtran del agua sin utilizar productos químicos.